# Рцхмелури
Рцхмелури (груз. რცხმელური) — село в Грузии, на территории Лентехского муниципалитета края (мхаре) Рача-Лечхуми и Нижняя Сванетия.

## География
Село находится в северной части Грузии, на правом берегу реки Цхенисцкали, на расстоянии приблизительно 12 километров (по прямой) к юго-востоку от посёлка городского типа Лентехи, административного центра муниципалитета. Абсолютная высота — 566 метров над уровнем моря.

## Население
По результатам официальной переписи населения 2014 года, в Рцхмелури проживало 232 человека (108 мужчин и 124 женщины). В национальной структуре населения грузины составляли 100 %.
| Год  | Население, человек |
| ---- | ------------------ |
| 2002 | 424                |
| 2014 | ↘ 232              |